# North Acton (métro de Londres)
North Acton est une station de la Central line du métro de Londres, en zone 2 & 3. Elle est située sur la Victoria Road, à North Acton dans le borough londonien d'Ealing.

## Situation sur le réseau
North Acton est une station du tronçon central de la Central line, entre les stations Hanger Lane et East Acton. C'est également une station d'embranchement permettant de relier West Acton sur la Branche d'Ealing Broadway.

## Histoire
Une première halte, dénommée North Acton Halt, est établie en 1904 sur la New North Main Line (devenue l'Acton–Northolt line (en)), proche, dans l'Est de la station actuelle, elle est fermée en 1913.
La station North Acton actuelle, construite puis mise en service le 5 novembre 1923 par le Great Western Railway (GWR).

## Services aux voyageurs

### Desserte

Installations
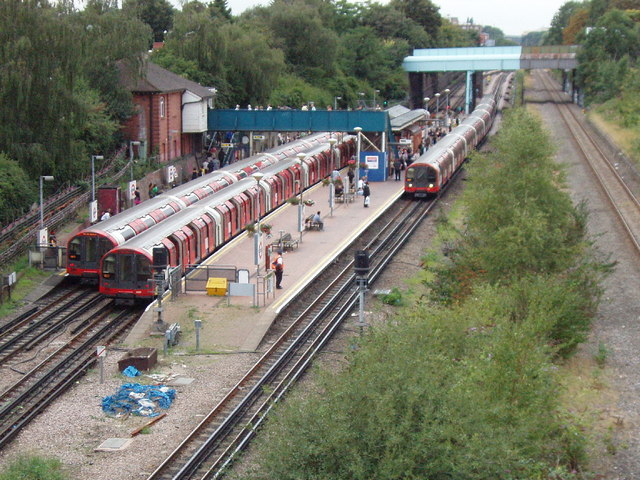
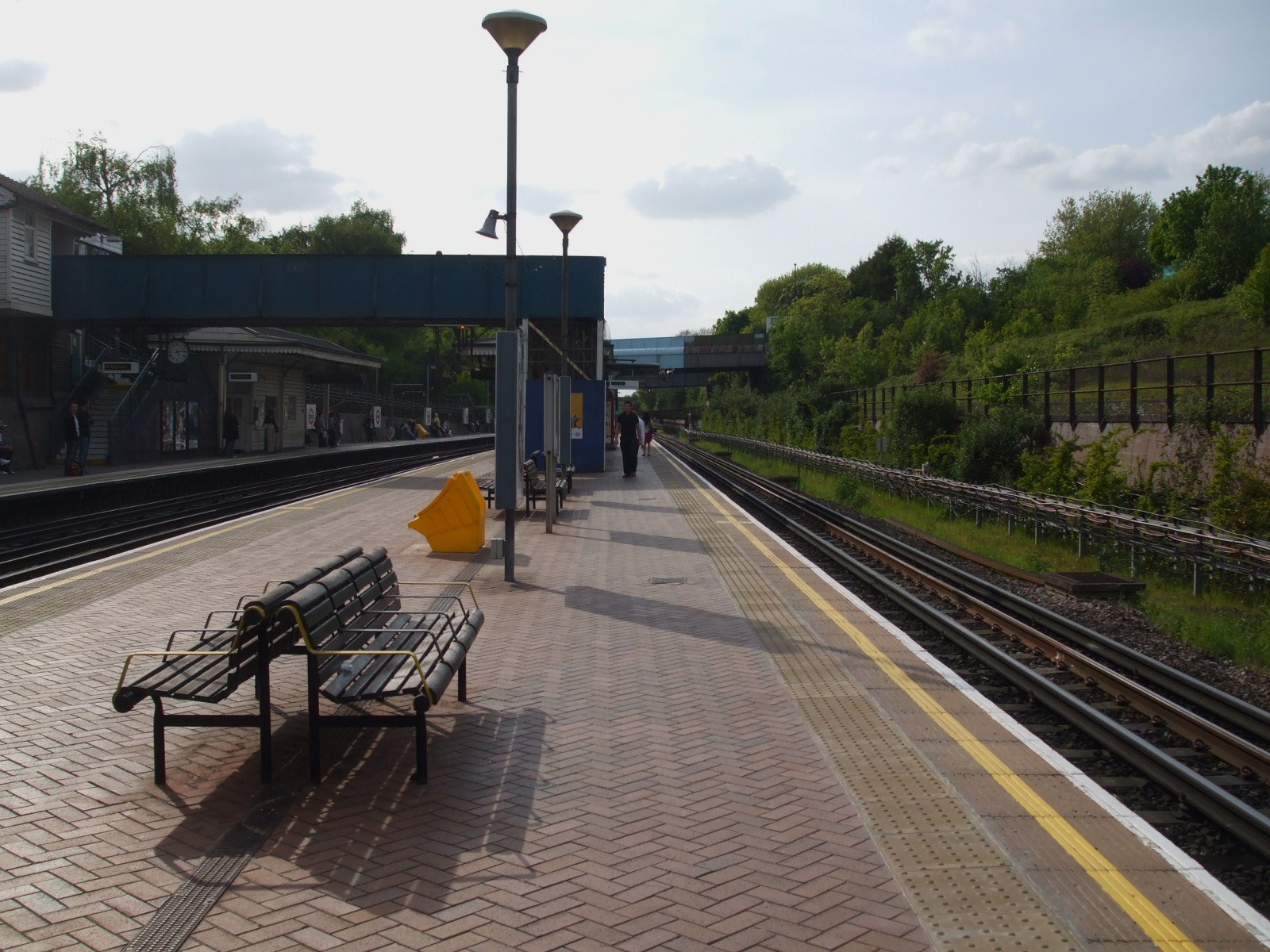
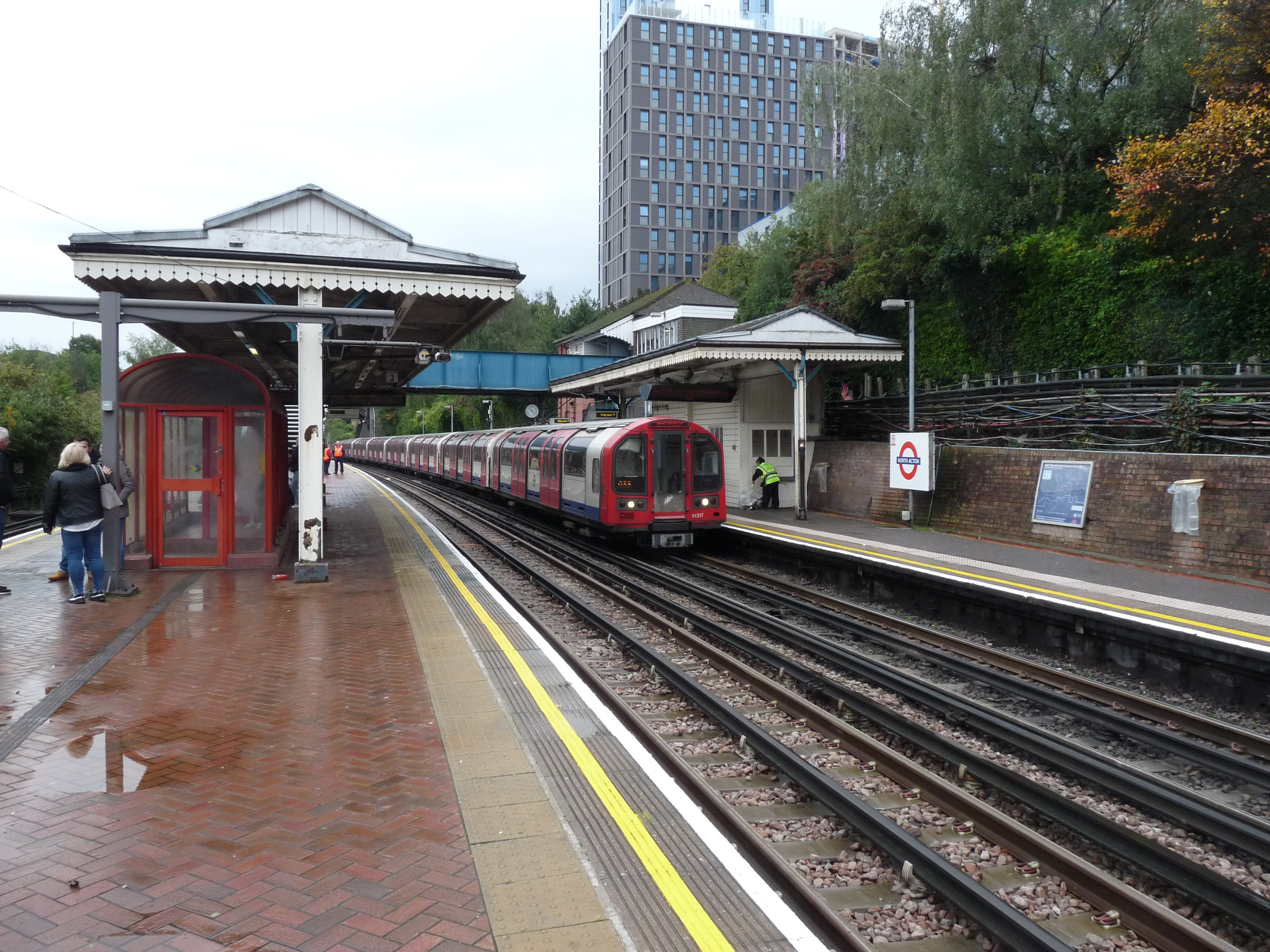

## À proximité
- North Acton